# Papyrus 8
Papyrus 8 (in der Nummerierung nach Gregory-Aland {\displaystyle {\mathfrak {P}}}8) ist eine frühe Handschrift des Neuen Testaments in Griechisch. Es ist ein Papyrusmanuskript der Apostelgeschichte und umfasst Apg. 4:31–37; 5:2–9; 6:1–6.8–15. Mittels Paläographie wurde es dem 4. Jahrhundert zugeordnet.
Der griechische Text des Kodex entspricht dem Alexandrinischen Texttyp. Aland ordnete ihn in Kategorie II ein.
Es wird in den Staatlichen Museen zu Berlin (Inv. no. 8683) aufbewahrt.